# Dicranomyia variabilis
Dicranomyia variabilis är en tvåvingeart. Dicranomyia variabilis ingår i släktet Dicranomyia och familjen småharkrankar.

## Underarter
Arten delas in i följande underarter:
- D. v. bryani
- D. v. variabilis